# Száve megye

Markazi tartomány megyéinek elhelyezkedése

Száve megye (perzsául: شهرستان ساوه) Irán Markazi tartományának egyik északi megyéje az ország középső, nyugati részén. Északkeleten, északon Zarandije megye, keleten Kom tartomány, délen Tafres megye és Komidzsán megye, nyugatról Hamadán tartomány határolja. Székhelye a 220 000 fős Száve városa. Második legnagyobb városa a 4300 fős Garkábád. További egy város található még a megyében: Noubarán. A megye lakossága 259 030 fő. A megye két kerületre oszlik: Központi kerület és Noubarán kerület.

## Fordítás
- Ez a szócikk részben vagy egészben  a   Saveh County című angol Wikipédia-szócikk ezen változatának fordításán alapul.  Az eredeti cikk szerkesztőit annak laptörténete sorolja fel. Ez a jelzés csupán a megfogalmazás eredetét és a szerzői jogokat jelzi, nem szolgál a cikkben szereplő információk forrásmegjelöléseként.